# Blind Blake
Blind Blake, echte naam waarschijnlijk Arthur Blake (Newport News, 1896 – Milwaukee, 1 december 1934), was een Amerikaanse zanger, gitarist en pianist.
Hoewel hij in de jaren twintig en dertig een populaire artiest was die blueszangeressen als Ma Rainey en Coot Grant begeleidde, sessies speelde met de jazzklarinettist Johnny Dodds en met zijn eigen ragtime- en bluesplaten een hele generatie muzikanten beïnvloedde, is er over zijn leven vrijwel niets bekend. Zelfs over zijn achternaam bestaat onzekerheid.
Lange tijd bestond de enige informatie over zijn leven uit promoteksten van zijn platenmaatschappij, wat vage herinneringen van mensen die hem gekend hadden en enkele opmerkingen die hij zelf op zijn plaatopnames maakte. Er bestaat één foto van hem: een promofoto die Paramount Records in 1926 of 1927 liet maken. Gericht onderzoek door een internationaal team, dat werd gecoördineerd door de Nederlandse blueshistoricus Alex van der Tuuk, heeft in 2011 diverse documenten opgeleverd die meer duidelijkheid verschaffen over de laatste jaren van zijn leven.

## Biografie

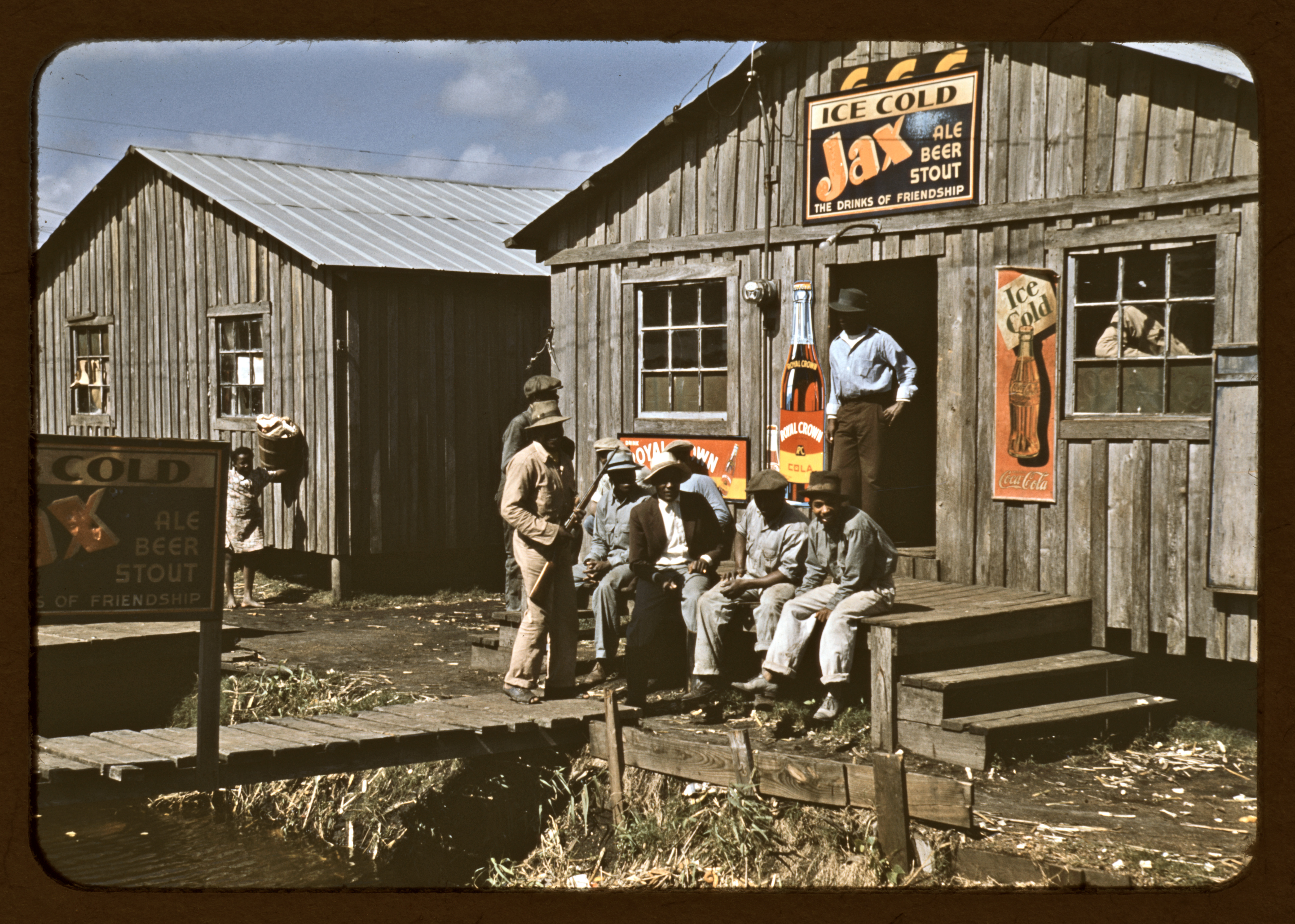
Een jukejoint in Florida (foto: Marion Post Wolcott)

Volgens een beknopte biografie van zijn platenmaatschappij Paramount Records uit 1927 was hij blind geboren en was hij afkomstig uit Jacksonville (Florida). In het nummer Southern Rag speelt hij als intermezzo een 'Geechee-dans' terwijl hij er in het Geechee-dialect (ook Gullah genoemd) commentaar bij geeft. Volgens blueshistoricus Samuel Charters klinkt zijn uitspraak van deze creoolse taal, die wordt gesproken aan de kust van Georgia en South Carolina, zo natuurlijk dat Blake wellicht oorspronkelijk uit die regio afkomstig was. De bewering in de promotekst van Paramount Records dat Blake geboren was "in het zonnige Florida" zou dan alleen maar betekenen dat hij daar woonde toen hij met de platenmaatschappij in contact kwam.
Hoewel Blind Blake op een van zijn opnames met Papa Charlie Jackson zei dat hij Arthur Blake heette, werd een tijd lang aangenomen dat zijn eigenlijke naam Arthur Phelps was, omdat hij op de labels van sommige van zijn platen zo als auteur staat aangeduid, maar uit later onderzoek is gebleken dat dit onwaarschijnlijk is. In 2011 kwam namelijk zijn overlijdenscertificaat uit 1934 boven water, waarin staat dat hij in 1896 werd geboren in Newport News in Virginia en dat zijn ouders Winter Blake en Alice Blake waren (achter "Alice" staat een vraagteken).
Over zijn leven voorafgaand aan zijn eerste plaatopnames in 1926 is verder niets met zekerheid bekend. Bill Williams (1898–1973), een blueszanger uit Virginia, beweerde rond 1970 dat hij in 1921 Blake had ontmoet bij Bristol in Tennessee, waar Williams in een "roadgang" werkte. Op vrijdag- en zaterdagavond zong Blake daar in de "camps" voor de arbeiders en Williams speelde mee op zijn gitaar. Het latere gitaarspel en repertoire van Bill Williams, die pas enkele jaren voor zijn dood zijn eerste opnames maakte, was sterk beïnvloed door Blake.
Volgens een familielid uit Patterson (Georgia), trok Blake als muzikant door het grensgebied van Georgia en Florida, en in 1929 meldde een krant uit Chicago dat Blake rondtourde met de "Happy-Go-Lucky"-variétéshow. In de jaren zestig meenden diverse bluesmuzikanten zich te herinneren of gehoord te hebben dat Blake weleens in hun stad was langsgekomen om op de straathoeken te spelen.
In de jaren twintig woonde Blake waarschijnlijk in Jacksonville (Florida), als hij tenminste niet rondzwierf of in Chicago logeerde om platen op te nemen. In 1932 maakte hij zijn laatste opnames in het hoofdkantoor van Paramount in Grafton (Wisconsin), kort voordat het label werd opgeheven.
Decennialang was er niets bekend over zijn latere leven. Het gerucht ging dat hij was verongelukt; Reverend Gary Davis had gehoord dat Blake was aangereden door een New Yorkse tram, maar daar had hij zijn bedenkingen bij. Het onderzoek uit 2011 heeft uitgewezen dat Blake in de jaren 1932-1934 in Wisconsin verbleef, in de wijk Brewer's Hill in Milwaukee, waar Paramount veel van zijn artiesten onderbracht. Hij woonde daar met zijn echtgenote Beatrice McGee, met wie hij waarschijnlijk in of kort voor 1932 was getrouwd. In april 1933 werd hij in het ziekenhuis opgenomen voor een longontsteking. Op 1 december 1934, nadat Blake drie weken ziek was geweest en bloed had opgegeven, liet Beatrice Blake een ambulance komen. Hij kreeg opnieuw een longbloeding en overleed op weg naar het ziekenhuis. Als doodsoorzaak werd tuberculose vastgesteld. Volgens het autopsierapport was hij sinds 1932 werkloos geweest en was hij sinds zijn ziekenhuisopname steeds verder verzwakt zonder een dokter te raadplegen. Arthur Blake werd begraven op de begraafplaats Glen Oaks Cemetery in Glendale, Wisconsin. Beatrice bleef op verschillende adressen in Milwaukee wonen. Ze overleed in 1953 en werd op 23 mei van dat jaar ter aarde besteld op dezelfde begraafplaats als haar man.

## Muziek
Paramount bracht in 1926 de eerste platen van Blind Blake uit, te beginnen met Early Morning Blues/West Coast Blues. Zijn muziek verkocht goed en er werden in totaal 79 nummers van Blake op plaat gezet. Behalve soloplaten met blues- en ragtimenummers heeft Blind Blake ook, als een van de weinige countryblues-artiesten, opnames gemaakt met jazzmuzikanten en blueszangeressen. Zo begeleidde hij Ma Rainey, Coot Grant en Irene Scruggs, meestal op gitaar maar een enkele keer op piano (Bertha Henderson). Hij speelde een sessie met de jazzklarinettist Johnny Dodds en drummer Jimmy Bertrand, en verder duetten met boogiewoogiepianist Charlie Spand, bluesgitarist Papa Charlie Jackson en banjospeler Gus Cannon, die zich destijds "Banjo Joe" noemde. Blakes carrière eindigde met het faillissement van Paramount Records in 1932.
Blind Blake is vooral vermaard om zijn herkenbare gitaarspel dat klinkt als een ragtimepiano. Zijn complexe en subtiele fingerpicking-stijl was een inspiratiebron voor tijdgenoten als Blind Boy Fuller en Blind Willie McTell, die samen met hem de basis legden voor de opkomende piedmontblues. Zelfs Reverend Gary Davis, die niet snel onder de indruk was van collega-muzikanten, sprak zijn bewondering voor hem uit: "I like Blind Blake because he plays right sporty". Het werk van Blind Blake klinkt ook door in From Four Until Late van Robert Johnson, die volgens Johnny Shines even makkelijk in de stijl van de East Coast als van de Delta speelde.
Karakteristieke nummers van Blake zijn Diddie Wa Diddie, Wabash Rag en Skeedle Loo Doo Blues, die mede dankzij de versies van Papa Charlie Jackson en Big Bill Broonzy zou uitgroeien tot een ragtime-klassieker. Blind Blake zorgde voor diverse primeurs. Hij nam met West Coast Blues de eerste gitaar-instrumental in de bluesgeschiedenis op en zijn Police Dog Blues is misschien wel het enige vroege bluesnummer waarop een gitarist flageoletten speelt.
Sinds de bluesrevival van de jaren 1960 is Blake gecoverd door onder anderen Bob Dylan, Ralph McTell, Ry Cooder en Leon Redbone.

## Discografie (selectie)
- Ragtime Guitar's Foremost Fingerpicker (Yazoo L-1068)
- Complete Recorded Works, 4 cd's (Document, 1991)
- The Complete Recordings (P-Vine, 2008)

- Bibliothèque nationale de France: cb13944189s (data)
- Gemeinsame Normdatei: 134749081
- International Standard Name Identifier: 0000 0000 7986 6544
- Library of Congress Control Number: n94020477
- MusicBrainz: 437af2e8-28cf-438a-b6dd-7809071b8694
- Nederlandse Thesaurus van Auteursnamen: 305187031
- Système universitaire de documentation: 147070996
- Virtual International Authority File: 22333029
- WorldCat: E39PBJwp3cFYrtjxkYcrmRVt8C